# Jardins de Tivoli
Pour les articles homonymes, voir Tivoli (homonymie).
Les jardins de Tivoli (en danois : Københavns Tivoli) sont une des attractions majeures au centre actuel de Copenhague, au Danemark.
Il s'agit d'un parc d'attractions comprenant de nombreuses attractions (montagnes russes, divers trains), mais aussi des restaurants, des expositions, des concerts, ainsi que des pantomimes. Il est souvent considéré comme le premier parc à thème créé au monde.
Il est l'un des parcs à thème d'Europe à avoir été distingué par un Thea Classic Award, décerné par la Themed Entertainment Association.

## Histoire
Les jardins de Tivoli furent ouverts le 15 août 1843, ce qui en fait le deuxième plus ancien parc d'attractions du Danemark, après Bakken, le jardin des daims, ayant été conservé dans une forme proche des origines.
À l'époque, le Danemark est une monarchie absolue, et Copenhague une ville fortifiée, entourée de ses remparts et de fossés. Tivoli, qui ouvrit dans un premier temps sous le nom "Tivoli & Vauxhall" fut un succès immédiat pour les 120 000 habitants de l'époque.

### Position
Le fondateur Georg Carstensen (1812-1857), convainquit le roi Christian VIII du bien-fondé de cette entreprise en lui soufflant que « lorsque le peuple s'amuse, il ne pense pas à la politique ».
Le roi lui loua, pour 945 couronnes par an, environ 61 000 m2 d'un glacis à l'extérieur de Vesterport « la porte de l'ouest ». Jusque dans les années 1850, Tivoli était donc à l'extérieur de la ville de Copenhague, alors qu'actuellement et avec l'expansion de la ville, Tivoli se retrouve en son cœur.
Parmi les premiers bâtiments ayant été érigés proches de Tivoli, l'hôtel de ville Københavns Rådhus (1905) et la gare centrale Københavns Hovedbanegård (emplacement 1847, bâtiment 1911) sont les plus importants et de la même époque.
Le parc de Tivoli fut fondé comme société anonyme qui regroupa un grand nombre des artisans qui participèrent à sa construction.
L'aspect général de Tivoli a su être préservé au fil du temps, même si les jardins sont désormais bordés d'avenues à fort trafic. L'entrée principale n'a pas changé d'emplacement depuis la construction en 1843 et est illuminée à l'aide d'environ 115 000 ampoules.

### Le nom
Le nom Tivoli vient de la ville de Tivoli en Italie où se trouve la villa d'Hadrien et où fut surtout bâtie en 1550 la villa d'Este qui est reconnue comme offrant le plus bel exemple de jardins de la Renaissance.
Les jardins furent d'abord nommés Kjøbenhavns Tivoli & Vauxhall par allusion aux jardins de Tivoli à Paris et aux jardins Vauxhall à Londres.
En 1944, les Nazis tentèrent de réduire la culture danoise en brûlant un bon nombre de bâtiments de Tivoli, dont la salle de concert. Les Danois construisirent alors des bâtiments temporaires, ce qui permit au parc de reprendre son activité quelques semaines plus tard.

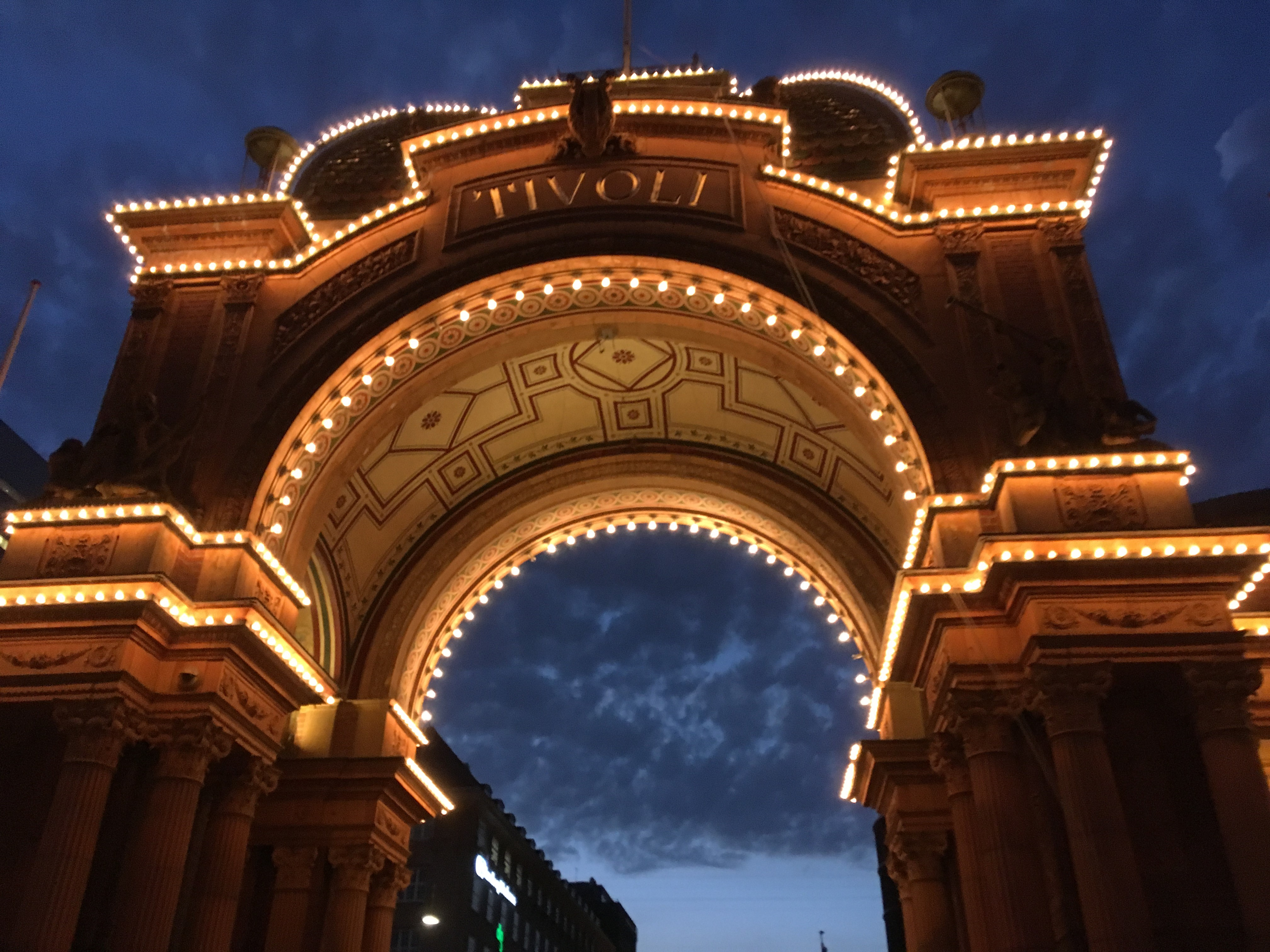
Arche à l'entrée du parc.

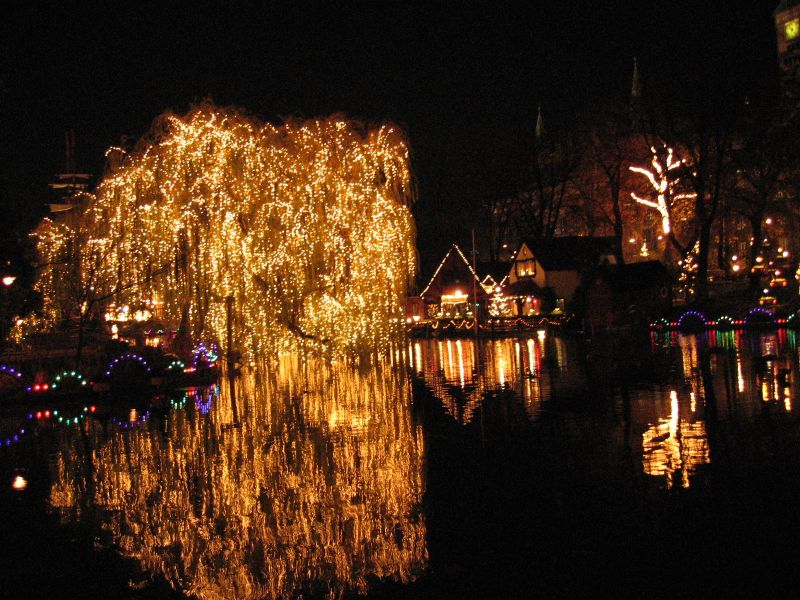
Les jardins de Tivoli illuminés (automne 2004).

### Actuellement
À propos des licences médiatiques et de la question de la propriété intellectuelle dans les parcs, le rapport de la Themed Entertainment Association réalisé par Aecom souligne : « Toutefois, les marchés les plus établis [de parc d'attractions] d'Europe occidentale aiment beaucoup leurs [licences et] propriétés intellectuelles locales, comme le montre par la vigueur d'Europa-Park, de Tivoli et de Efteling ».
Tivoli reçoit environ quatre millions de visiteurs par an, ce qui en fait la principale attraction du Danemark (2004). La majorité des visiteurs sont danois, et parmi les visiteurs étrangers, les Suédois sont les plus nombreux.

### Walt Disney et Tivoli
À l'été 1951, Walt Disney visite Madurodam aux Pays-Bas, tout comme les jardins de Tivoli où il se rend le 5 juillet 1951. Ceux-ci sont une source d'inspiration pour l'élaboration de Disneyland en Californie. Ces deux visites sont confirmées par « l'amiral » Joe Fowler, qui est pendant des années l'un des plus proches collaborateurs de Walt. Selon lui, il existe deux parcs européens que le père de Mickey Mouse a toujours mentionnés : Madurodam et Tivoli.

## Les attractions
Tivoli a trois saisons :

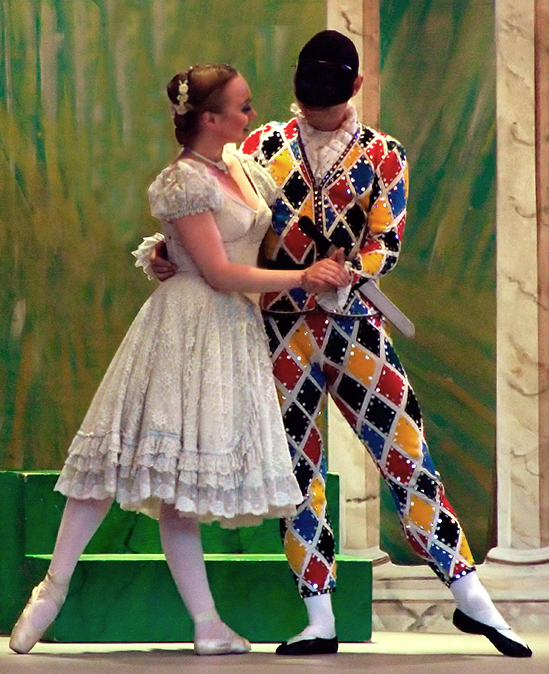
Harlequin et Colombine.

- la saison d'été, de mi-avril jusqu'à fin septembre, avec feux d'artifice et concerts ;
- la saison d'Halloween, de mi-octobre à début novembre ;
- la saison de Noël, de mi-novembre jusqu'au 23 décembre, et ses traditions danoises.

Tivoli est un endroit principalement apprécié des danois car il est chaleureux. Se visitant surtout en famille, il possède un grand nombre de jeux, une dizaine d'attractions à sensations, une vingtaine d'attractions calmes et plusieurs restaurants aux spécialités diverses.
Les attractions permettent de découvrir la mythologie nordique (avec le fort de Valhalla, Valhalla Borgen), les contes de Hans Christian Andersen (avec les valises volantes, Den flyvende Kuffert), la vue sur Copenhague (avec la tour), et le théâtre de pantomimes qui propose une perpétuation de La Commedia dell'arte italienne (dans une forme adoucie).
Les Rutschebanen de Tivoli (1914), font partie des plus anciennes montagnes russes en bois.
L'attraction Himmelskibet (« le bateau du ciel ») ouverte en 2006 fut la plus haute du monde jusqu'en 2010, avec sa tour de 80 mètres.
En 2007, le directeur de Tivoli était Lars Liebst. Deux ans plus tard, le parc a ouvert une attraction de type Flying Fury en version interactive et qui se veut la plus rapide d'Europe du Nord, permettant aux visiteurs d'atteindre une vitesse de plus de 100 km/h à bord de répliques d'avions. L'année suivante, le parc inaugure le Tivoli Hotel.

### Les montagnes russes

#### Montagnes russes actuelles
| Nom          | Type     | Constructeur           | Année |
| ------------ | -------- | ---------------------- | ----- |
| Dæmonen      | Sans sol | Bolliger & Mabillard   | 2004  |
| Kamelen      | Junior   | Zierer                 | 2019  |
| Rutschebanen | Bois     | LaMarcus Adna Thompson | 1914  |

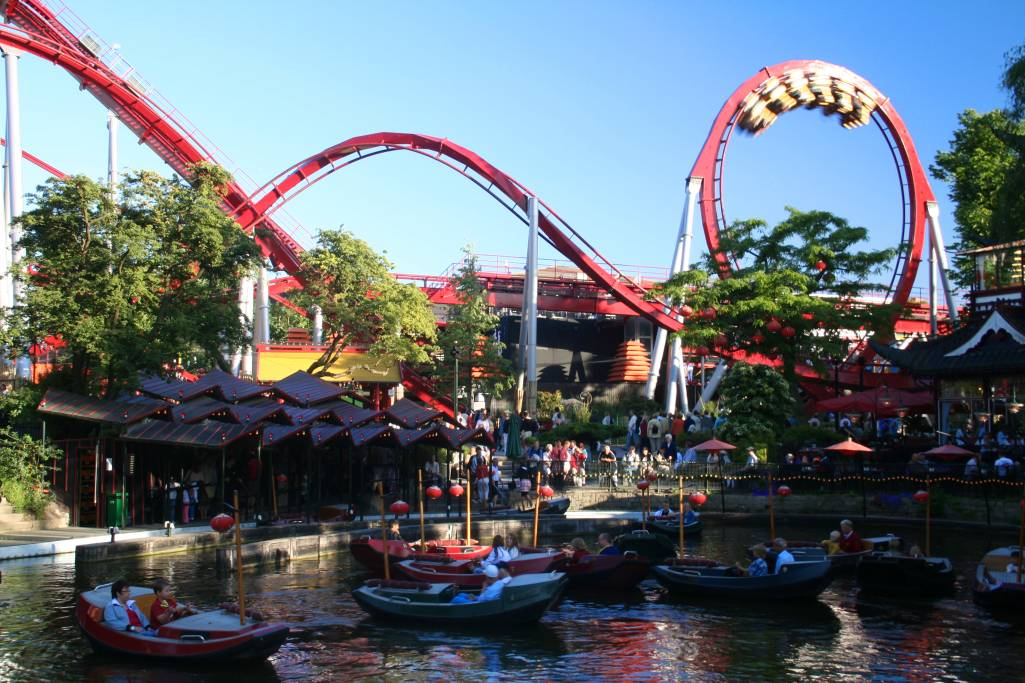
Dæmonen
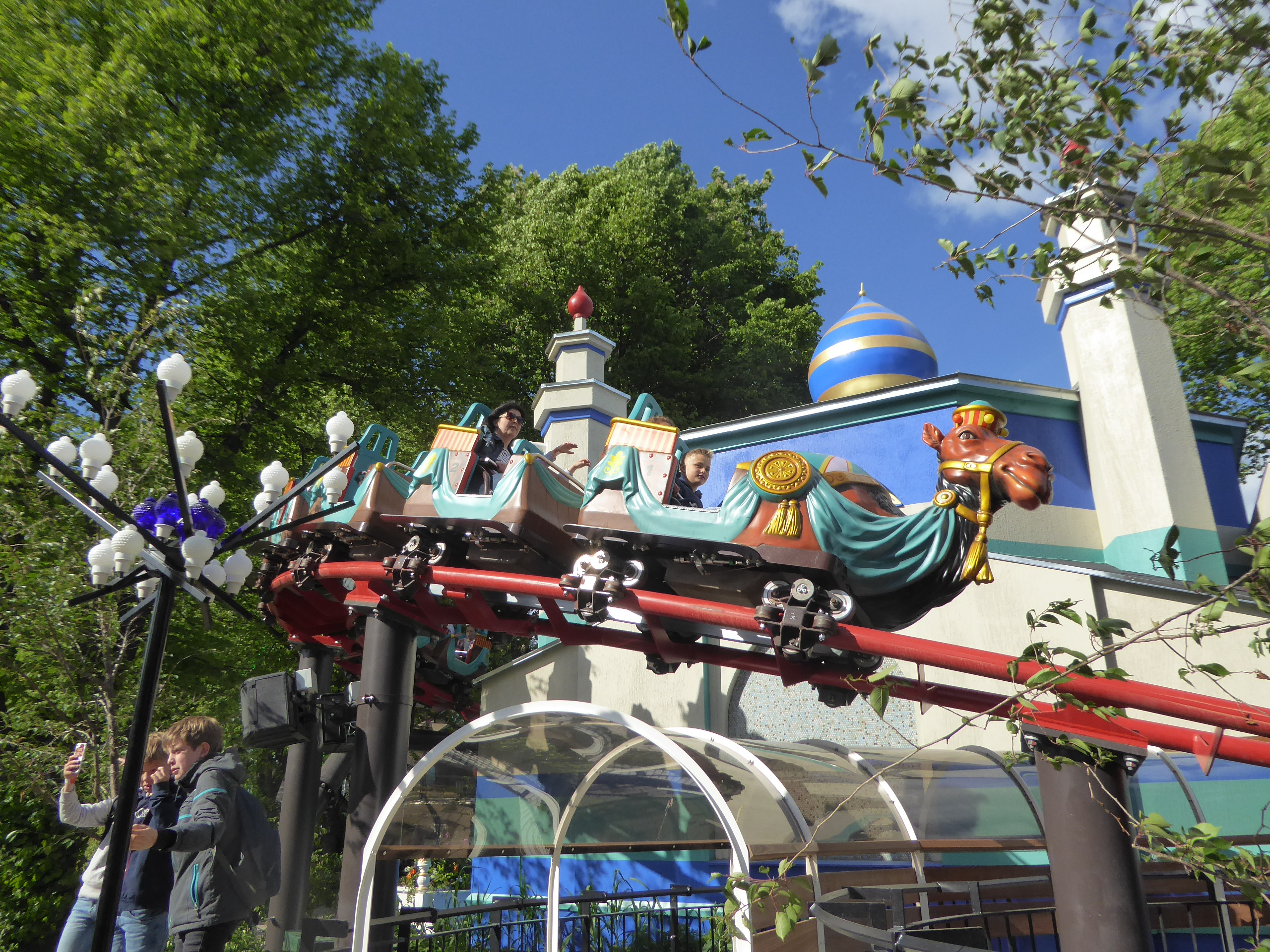
Kamelen
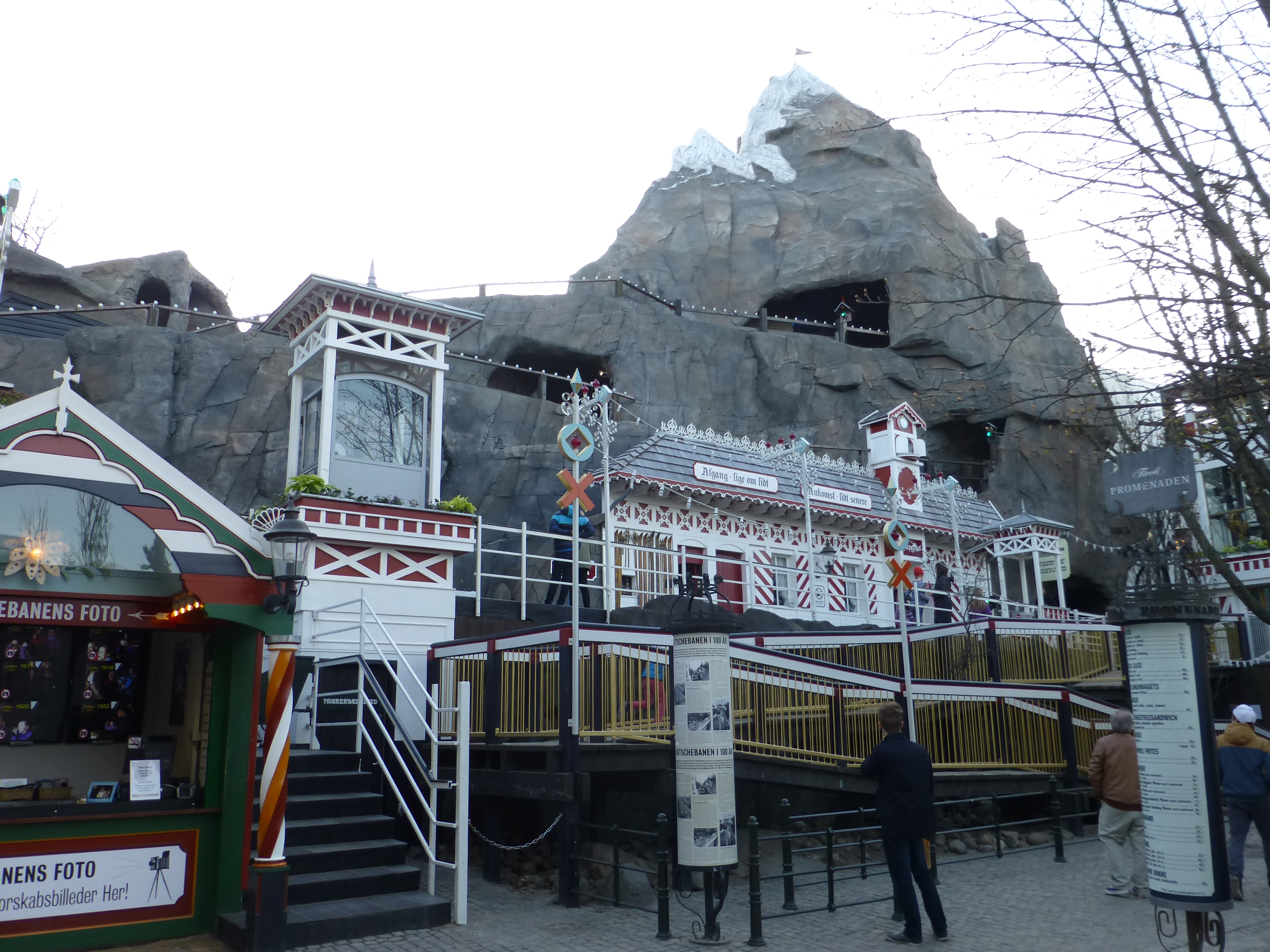
Rutschebanen

#### Anciennes montagnes russes
| Nom                              | Type                | Constructeur      | Ouverture | Fermeture   |
| -------------------------------- | ------------------- | ----------------- | --------- | ----------- |
| Jule Expressen                   | Junior en intérieur | Technical Park    | 2008      | 2013        |
| Karavanen (relocalisé au Fleury) | Junior              | Zierer            | 1999      | 2018        |
| Mariehonen                       | Junior              | Zierer            | 1974      | 1996        |
| Odinexpressen                    | E-Powered           | Mack Rides        | 1985      | 2018        |
| Rutschebanen                     | Bois                |                   | 1902      | 1914        |
| Rutschebanen                     | Bois                |                   | 1887      | 1902        |
| Rutschebanen                     | Bois                |                   | 1843      | 1887        |
| Skovtrolden                      | Assise              | Anton Schwarzkopf | 1969      | 1989        |
| Slangen anciennement Kometen     | Assise              | Zierer            | 1989      | 2003        |
| Turmbahn                         | Bois                | Mack Rides        | 1938      | années 1950 |

### Les parcours scéniques
| Nom              | Type               | Constructeur | Année |
| ---------------- | ------------------ | ------------ | ----- |
| Flyvende Kuffert | Parcours scénique  | Mack Rides   | 1993  |
| Minen            | Croisière scénique | Mack Rides   | 2003  |

### Les attractions à sensations
| Nom          | Type                  | Constructeur   | Année |
| ------------ | --------------------- | -------------- | ----- |
| Aquila       | Air Race              | Zamperla       | 2013  |
| Dragen       | Flic Flac             | Huss Rides     | 1995  |
| Golden Tower | Space Shot            | S&S Worldwide  |       |
| Himmelskibet | Star Flyer            | Funtime        | 2006  |
| Monsoon      | Tapis volant suspendu | Zierer         |       |
| Snurretoppen | Breakdance            | Huss Rides     | 1988  |
| Tik Tak      |                       | Mondial Rides  | 2018  |
| Vertigo      | Flying Fury           | Technical Park | 2009  |

## Galerie

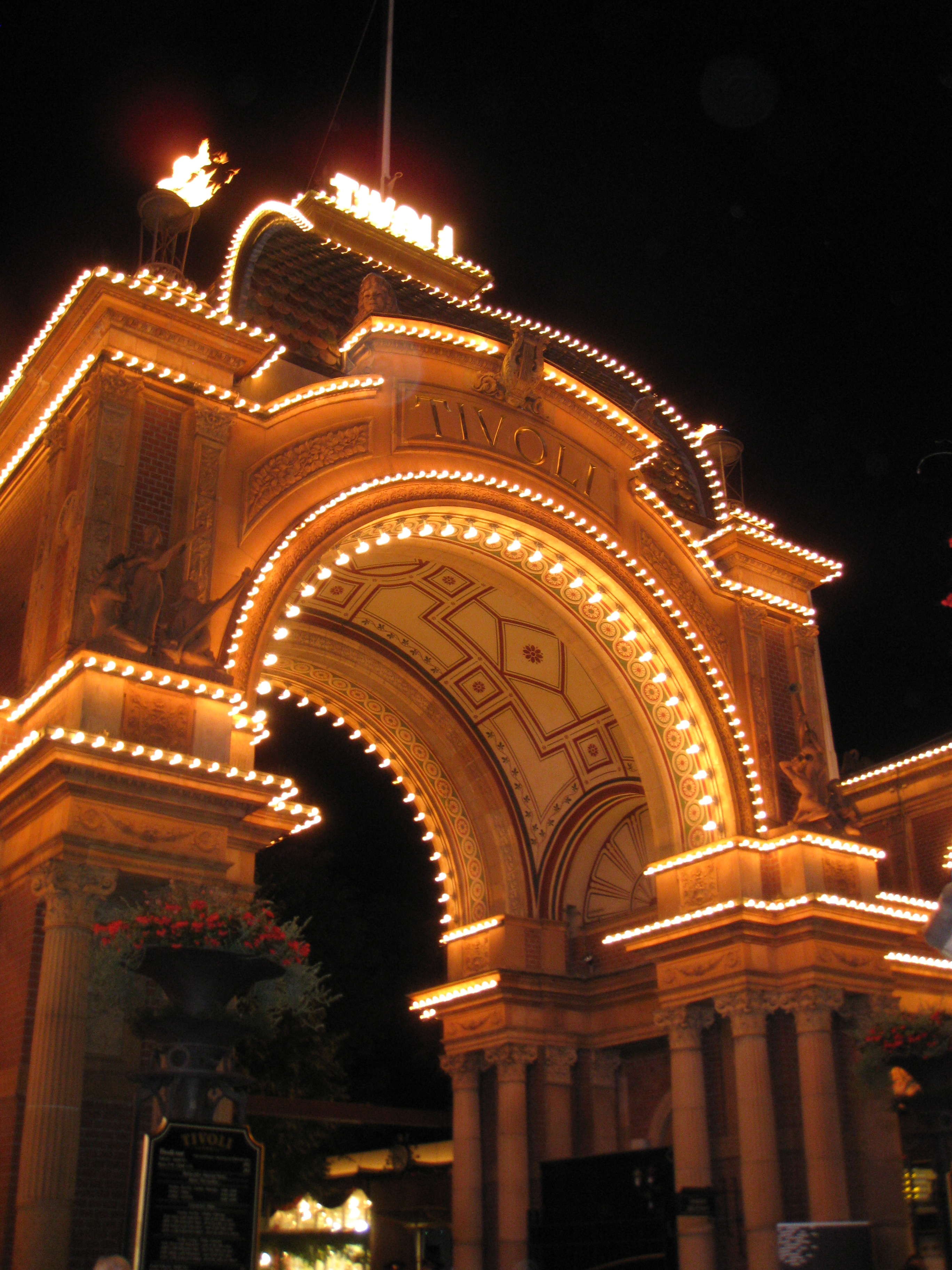
L'entrée du parc.
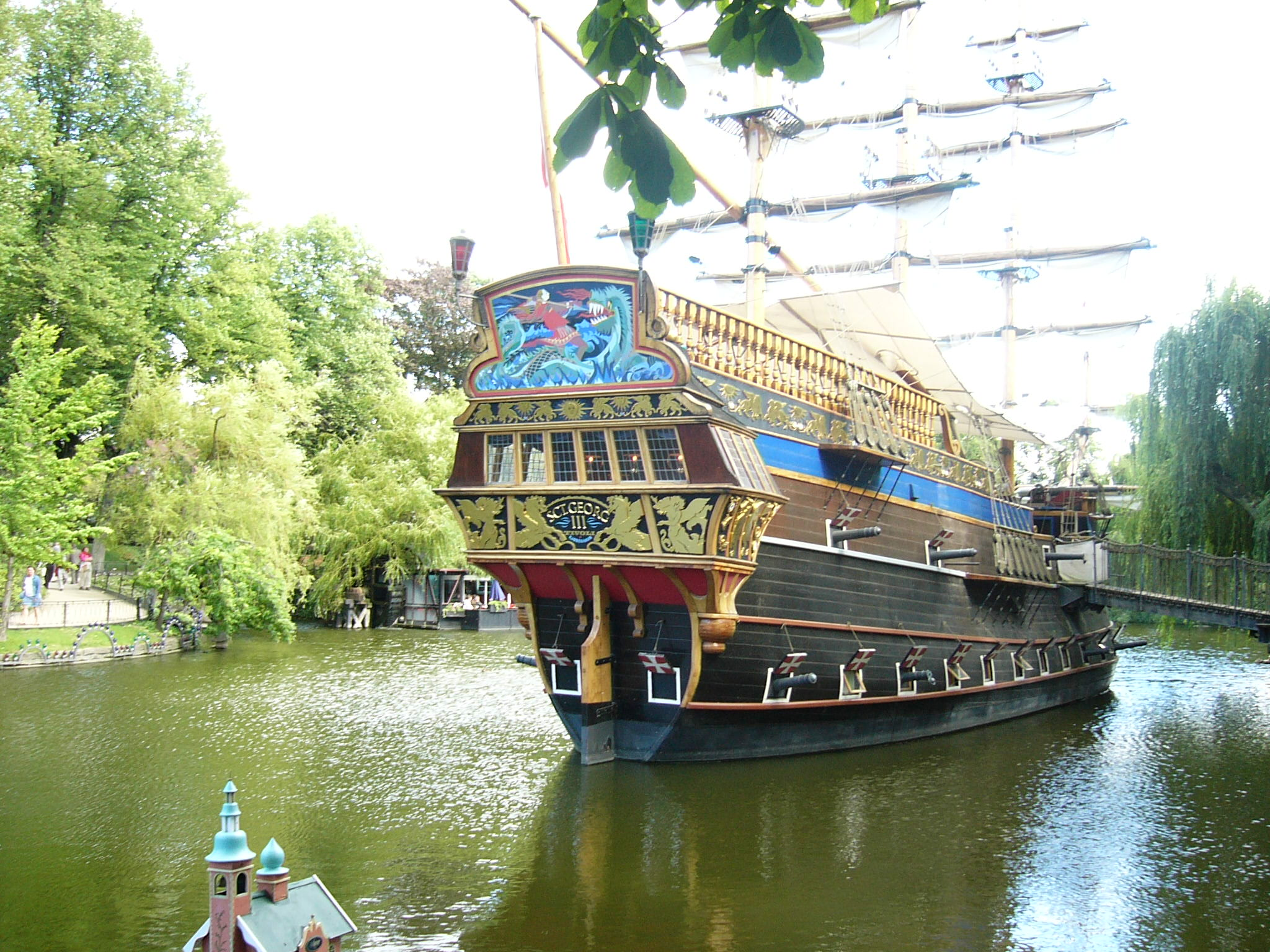
Frégate Saint-George III sur le lac.
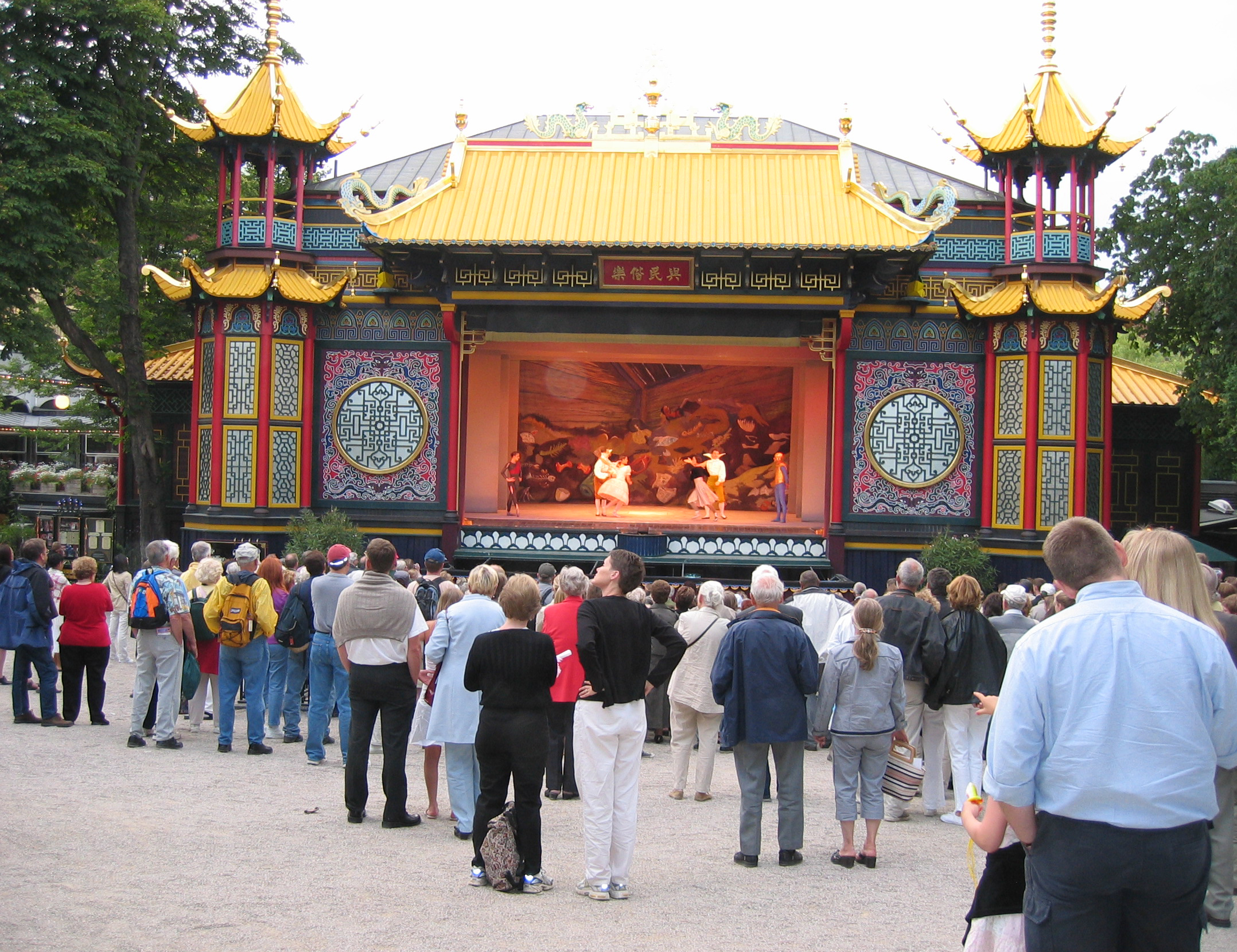
Théâtre pantomimes.
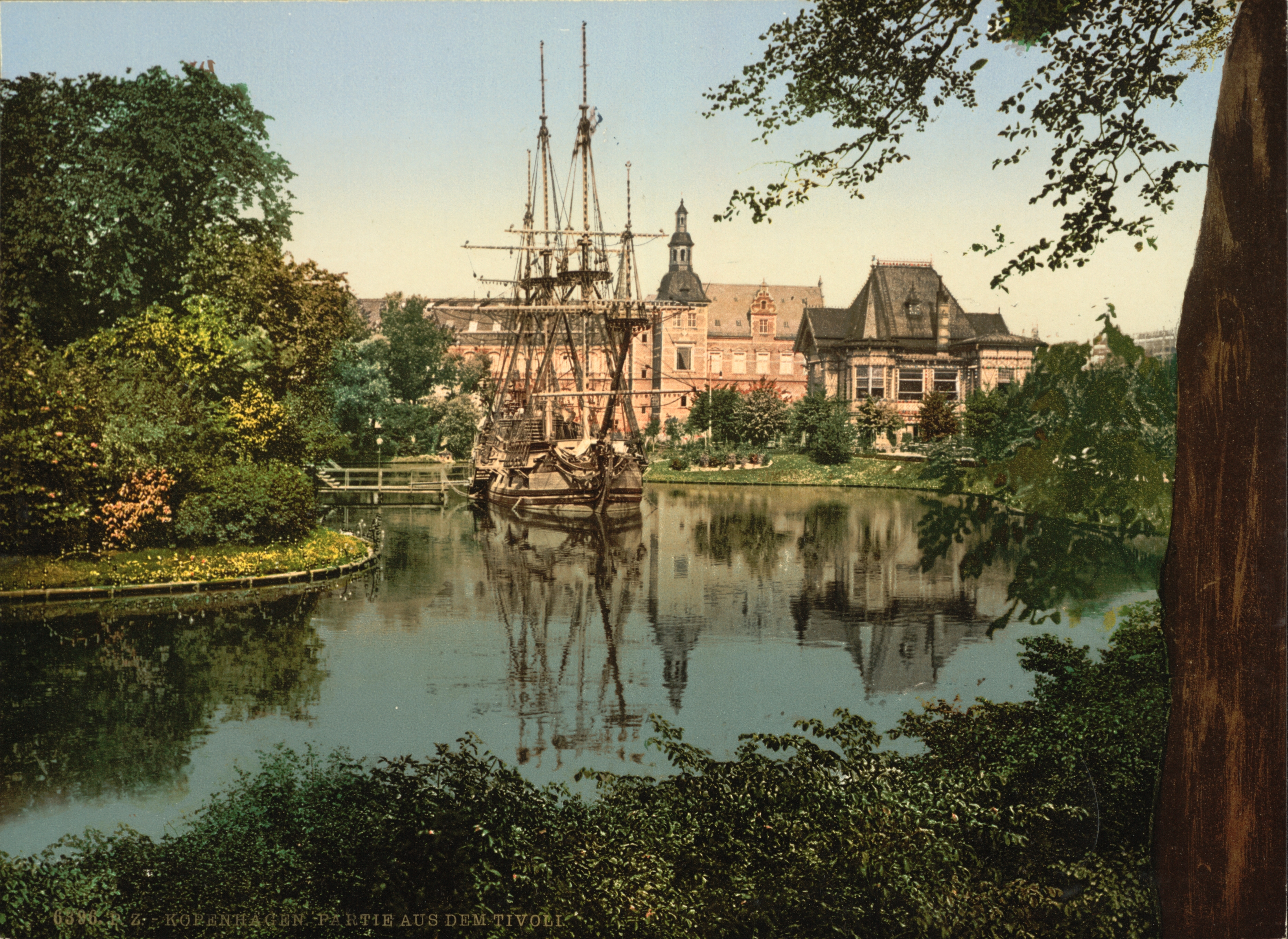
Le parc vers 1890.
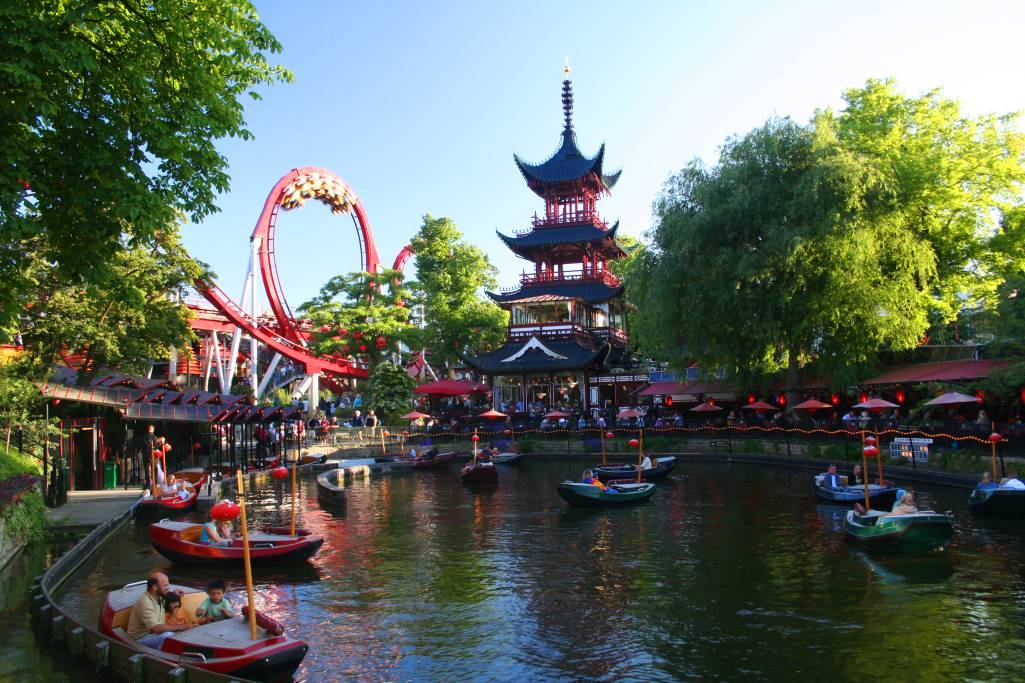
Alentours de la pagode chinoise.
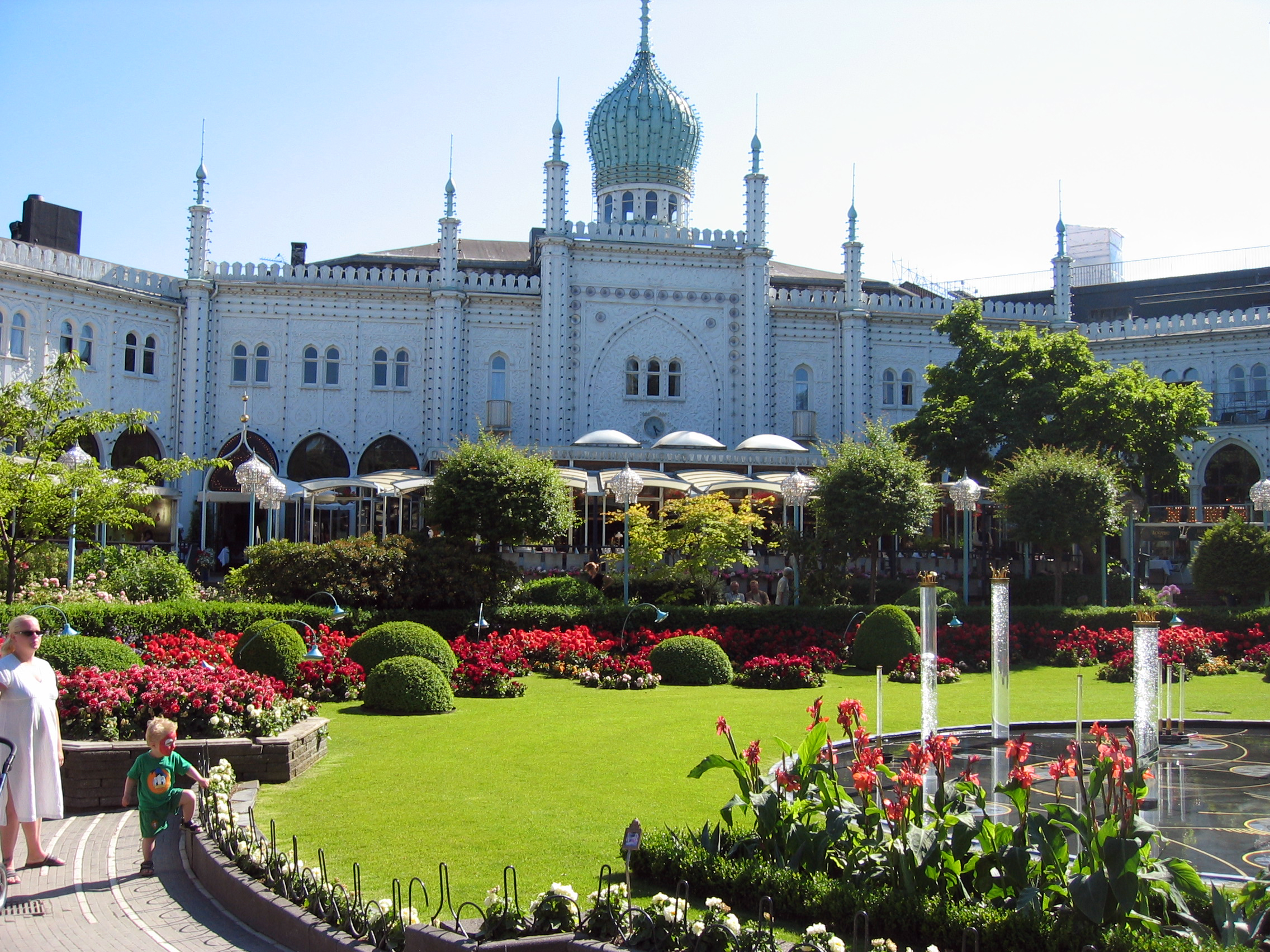
Le château NIMB : un restaurant.

## Accès
Le parc est situé juste en face de la gare centrale de Copenhague.

## Fréquentation
Fréquentation annuelle 

4 031 000 (2023)